# Microtendipes taitae
Microtendipes taitae är en tvåvingeart som först beskrevs av Jean-Jacques Kieffer 1913.  Microtendipes taitae ingår i släktet Microtendipes och familjen fjädermyggor. Inga underarter finns listade i Catalogue of Life.